# Sankuru
Sankuru je řeka v Demokratické republice Kongo. Je 1000 km dlouhá. Povodí má rozlohu 156 000 km².

## Průběh toku
Na horním toku teče pod názvem Lubilaš v hluboce zařezané dolině, přičemž vytváří peřeje a vodopády. Pod vodopádem Wolf se dolina rozšiřuje. Je to pravý přítok řeky Kasai (povodí Konga).

## Vodní režim
Vodní hladina je vyšší v období letních dešťů, což je od září až října do dubna. Nejnižší úrovně naopak dosahuje v srpnu. Průtoky v ústí se pohybují od 700 do 4300 m³/s (průměr za rok činí 2500  m³/s).

## Využití
Vodní doprava je možná do vzdálenosti 580 km od ústí do města Pania-Mutombo. Na horním toku slouží k zisku vodní energie. V povodí řeky se těží diamanty.